# Ajatollah
Ajatollah (persisch آیت‌الله Āyatollāh, von arabisch آية الله Āyat Allāh ‚Zeichen Gottes‘) ist der höchste religiöse Titel des zwölferschiitischen Islam.

## Herkunft
Die Entstehung des Ehrentitels Ajatollah, eines islamischen Rechtsgelehrten, wird direkt mit dem Verweis auf den Koran begründet: „ein Zeichen Gottes“. Er wurde erstmals für al-Hasan ibn Yusuf ibn Ali ibn al-Muchtar al-Hilli (1250–1325), genannt „der Hochgelehrte“ (al-ʿAllāma), vergeben. Mit Beginn des theologischen Wettstreits zwischen den Seminaren in Ghom (Feizie) und Nadschaf in den 1930er Jahren soll in der Neuzeit Abdolkarim Haeri Yazdi als erster wieder mit dem Titel Ajatollah benannt worden sein. In der Zeit nach dem Zweiten Weltkrieg fand der Titel im Zuge der Islamischen Wiedergeburt eine größere Verbreitung.

## Ausbildung und Befugnisse
Ein Ajatollah hat im Regelfall jahrzehntelange theologische Studien an einer schiitischen Universität hinter sich und steht im Ansehen in der schiitischen Geistlichkeit über einem Hodschatoleslam, der durch seine Ausbildung zur selbständigen Rechtsfindung (Idschtihad) berechtigt ist. Dabei existiert kein verbindliches Verfahren oder ein fester Ausbildungsweg. Ajatollah wird man durch Anerkennung anderer Ajatollahs, also durch die gewohnheitsmäßige Bezeichnung als solcher. Wie ein Hodschatoleslam ist ein Ajatollah zum Idschtihad befugt und kann Rechtsgutachten (Fatwas) ausstellen.

## Anzahl und Finanzierung
Der Titel wird nur von Schiiten vergeben. Sunniten benutzen den Titel des Ajatollah nicht, da die sunnitische Geistlichkeit weit weniger institutionalisiert ist. Buchta beschreibt 5000 Träger dieses Titels im Iran im Jahre 2004, davon insgesamt 80 in offiziellen Staatsämtern. Besonders anerkannte Ajatollah werden Großajatollah genannt; für ihre Anhänger sind sie unhinterfragte „Quelle der Nachahmung“ (mardschaʿ-e Taghlid). Die höchste Stufe, eines allgemein anerkannten mardschaʾ-e taqlid, hatte zuletzt der 1961 verstorbene Großajatollah Hossein Borudscherdi inne.
Die Gläubigen erwarten vom Ajatollah innerhalb der Gemeinde neben den drei Funktionen (Lehre, Beratung in religiösen Fragen, Zeremonie) die Unterhaltung der Moscheen, Finanzierung der Schulen und anderer Institutionen, die durch direkte Spenden an ihn abgedeckt werden – im Gegensatz zum sunnitischen Islam, wo die Geistlichkeit überwiegend vom Staat finanziert wird.
Das Spendenaufkommen variiert je nach Ajatollah extrem, was ausschließlich von der Größe der Anhängerschaft abhängig ist. Ruhollah Chomeini soll 1978 Spenden in Höhe von 25 Millionen Dollar erhalten haben.

## Politischer Ajatollah

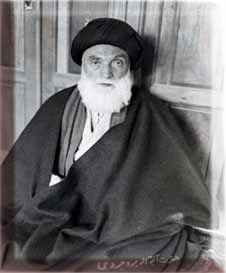
Der letzte Mardschaʿ-e Taghlid Hossein Borudscherdi

Im Januar 1970 hielt der Ajatollah Ruhollah Chomeini in Nadschaf eine Reihe von Vorlesungen, die als Broschüre unter dem Titel Der islamische Staat erschien. Er stellte sich darin gegen die vorherrschende quietistische Haltung der schiitischen Geistlichen in politischen Fragen, insbesondere seines Lehrers Großajatollah Borudscherdi, und schuf eine Begründung für die Verfassung der Islamischen Republik Iran, in der der anerkannteste Ajatollah in Vertretung des verborgenen Imams die politische Herrschaft ausübt.
Chomeinis Ansichten versuchten eine Zusammenlegung von schiitischem Islam und politischem System („Herrschaft der Geistlichkeit“: Velayat-e Faqih), die nach der Iranischen Revolution auf seine eigene Person zugeschnitten wurde.
Im Zusammenhang mit der unter den – insbesondere Ghomer – führenden Ajatollahs nur widerwillig akzeptierten Ernennung des religiösen Führers Irans Ali Chamenei zum Ajatollah und der dem politischen Kalkül entsprungenen Ernennung von Ruhollah Chomeini zum Ajatollah, um seine Gefängnisbefreiung unter dem Schah zu erreichen, sind an der Titelbezeichnung (Ajatollah, Großajatollah, mardschaʿ-e Taghlid) politische Sichtweisen ablesbar.